# Camponotus fabricii
Camponotus fabricii é uma espécie de inseto do gênero Camponotus, pertencente à família Formicidae.